# Hell on Wheels
Hell on Wheels — первый концертный альбом американской рок-группы Manowar, вышедший в 1997 году. Песни были записаны в ходе тура Hell On Wheels — World Tour в 1996 и 1997 годах.

## Список композиций
CD 1
1. Manowar — 5:23 — записана 5 апреля 1997 в Sporthalle, Чехия
2. Kings of Metal — 3:33 — записана, 23 марта 1997 в Дюссельдорфе в Philips halle, Германия
3. Kill with Power — 3:29 — записана 15 апреля 1997 в Мадриде — Riviera, Испания
4. Sign of the Hammer — 4:51 — записана 29 апреля 1997 в Брюсселе — Forest National, Бельгия
5. My Spirit Lives On — 4:25 — записана 3 апреля 1997 в Будапеште — Petofi Halle, Венгрия
6. Piano Interlude — 1:29 — записана 18 апреля 1997 в Барселоне — Zeleste, Испания
7. Courage — 4:15 — записана 20 апреля 1997 в Валенсии — Auditorium, Испания
8. Spirit Horse of the Cherokee — 5:07 — записана 27 мая 1997 в Бёблингене — Sporthalle, Германия
9. Blood of My Enemies — 4:22 — записана 15 ноября 1996 в Сан-Паулу — Olympia, Бразилия
10. Hail and Kill — 8:17 — записана 22 апреля 1997 в Кашкайше — Pahilhao, Португалия
11. Warriors of the World — 3:01 — разные концерты

CD 2
1. Wheels of Fire — 4:34 — записана 23 ноября 1996 в Буэнос Айресе — Camento, Аргентина
2. Metal Warriors — 3:47 — записана 22 апреля 1997 в Кашкайше — Pahilhao, Португалия
3. Army Of The Immortals — 4:51 — записана 2 апреля 1997 в Вене — Librahalle, Австрия
4. Black Arrows — 10:15 — Первая часть записана 29 марта 1997 в Ханау — August 12, Германия; Вторая часть записана 15 апреля 1997 в Мадриде — Riviera, Испания; Третья часть записана 29 апреля 1997 а Брюсселе, Forest National, Бельгия
5. Fighting the World — 4:24 — записана 25 апреля 1997 в Цюрихе — Volkshaus, Швейцария
6. Thor (The Powerhead) — 5:07 — записана 27 апреля 1997 в Тилбурге — Noorderligt, Голландия
7. King — 4:58 — записана 7 сентября 1997 в Эссене — Songs Like Tornados Festival, Германия
8. The Gods Made Heavy Metal — 5:32 — записана 4 апреля 1997 в Пассау — Nibelungenhalle, Германия
9. Black Wind, Fire and Steel — 7:24 — записана 20 апреля 1997 в Валенсии — Auditorium, Испания
10. Return of the Warlord — 4:40 — записана 21 марта 1997 в Халле — Eissporthalle, Германия
11. Carry On — 3:07 — записана 18 апреля 1997 в Барселоне — Zeleste, Испания
12. Battle Hymn — 12:40 — записана 7 июня 1997 в Милане — Pavalobis Gods Of Metal Festival, Италия